# Tørretumbler
En tørretumbler er en husholdningsmaskine man finder i næsten alle moderne hjem[kilde mangler]. Den har som opgave at tørre vådt tøj og andre tekstiler, for eksempel tøj som netop er blevet vasket i en vaskemaskine. Alternativer til en tørretumbler er at hænge tøjet til tørre på et tørrestativ.

## Historie
Den første tørretumbler blev opfundet i 1799 af en franskmand som hed Pochon. En anden variant af tørretumbleren var at man hængte tøjet i nærheden af en varmekilde som blev præsenteret i USA 7. juni 1892. Elektriske tørretumblere blev opfundet i starten af 1900-tallet.